# مارلون برانداو
مارلون برانداو هو لاعب كرة قدم برازيلي، ولد في 1 سبتمبر 1963 في ماريليا في البرازيل. لعب مع إستريلا دا أمادورا وريال بلد الوليد وسبورتينغ لشبونة ونادي بوافيشتا ونادي غواراني.

## وصلات خارجية
- مارلون برانداو على موقع قاعدة بيانات كرة القدم.إي يو (الإنجليزية)